# Glow-in-the-dark

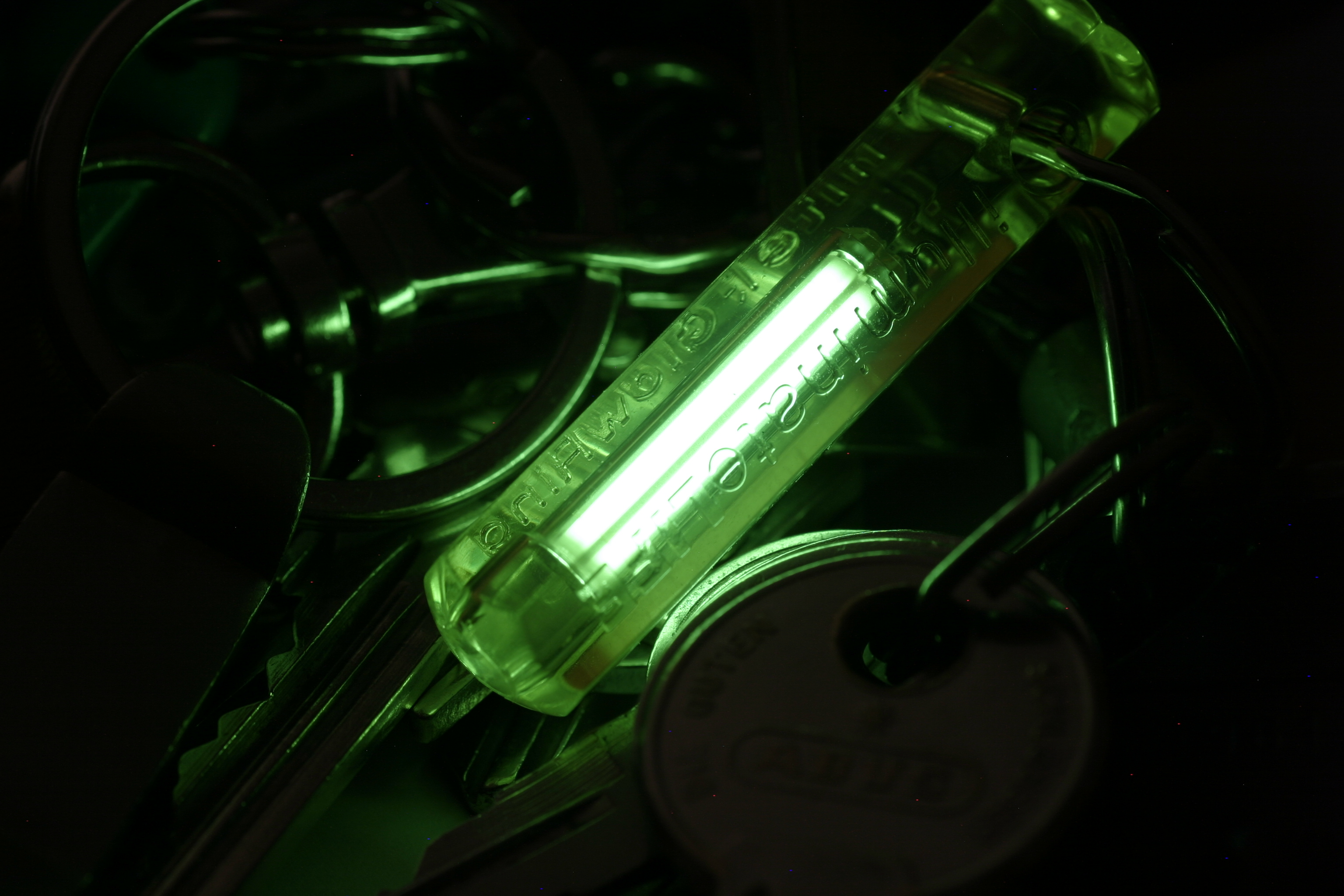
Tritium-Leuchtelement in einem Schlüsselanhänger

Glow-in-the-dark (englisch, für „im Dunkeln glühen“) ist ein Begriff für Produkte und Artikel, die im Dunkeln leuchten, der vor allem bei Schmuck, Accessoires und Dekorationsartikeln verwendet wird, bei denen die Quelle des Lichts auf den ersten Blick nicht ersichtlich ist.

## Arten der Lichterzeugung
Das Licht kann auf unterschiedliche Arten erzeugt werden:
- Manche Produkte verwenden elektrische Energie aus einer Batterie und erzeugen das Licht mittels Leuchtdioden oder Elektrolumineszenz-Folien.
- Es kann die Phosphoreszenz ausgenutzt werden, das heißt, dass sich manche Stoffe im künstlichen oder natürlichen Licht „aufladen“ und dann über eine bestimmte Dauer nachleuchten.
- Das Licht kann durch eine chemische Reaktion erzeugt werden: Chemolumineszenz. Diese Produkte (z. B. sogenannte „Knicklichter“) sind meist aus weichem Kunststoff gefertigt, im Inneren befindet sich eine Glasampulle, die beim Biegen des Produkts bricht. Durch Vermischung der Reaktanten kommt eine Reaktion zustande. Um eine zu rasche Oxidation zu verhindern, werden gelartige Materialien verwendet. Ein Beispiel einer solchen Reaktion ist die Oxidation von Luminol, welche jedoch nur selten in kommerziell erhältlichen Knicklichtern genutzt wird.
- Bei manchen Produkten, insbesondere den Zeigern und Zifferblättern von Uhren und anderen Instrumenten sowie bei der Beschilderung von Notausgängen findet man auch radioaktive Substanzen, deren Strahlung in einem Leuchtstoff Lumineszenz auslöst. Früher wurde dafür Radiumfarbe verwendet, später das Wasserstoffisotop Tritium, ein Betastrahler. Aufgrund unzureichender Schutzmaßnahmen verursachte die radiumhaltige Leuchtfarbe zu Beginn der 1920er Jahre schwere Gesundheitsschäden und sogar Todesfälle bei den Arbeiterinnen, die die Zifferblätter bemalten, den so genannten Radium Girls. Neben tritiumhaltigen Leuchtfarben gibt es auch Tritiumgaslichtquellen, bei denen Tritiumgas in dünnen Röhrchen eingeschlossen ist; diese relativ hellen Lichtquellen sind auch unter den Handelsnamen Traser®, trigalight®, Betalight® und Nite Glowring® bekannt. Im Gegensatz zu Radium ist Tritium ungefährlich, solange es nicht freigesetzt und inkorporiert wird, weil die maximale Energie der Elektronen (Betastrahlen) nur ca. 18,6 keV beträgt und daher die Reichweite (Eindringtiefe) der Elektronen in Feststoffen nur im Bereich von ca. 10–100 nm liegt. Dennoch wird Tritium zunehmend von Luminova und Superluminova abgelöst, da diese nachleuchtenden Stoffe keine Radioaktivität aufweisen.[1]